# Тучково (Владимирська область)
Тучково (рос. Тучково) — село у Селівановському районі Владимирської області Російської Федерації.
Входить до складу муніципального утворення Волосатовське сільське поселення. Населення становить 9 осіб (2010).

## Історія
Село розташоване на землях фіно-угорського народу мещери.
Від 10 травня 1929 року належить до Селівановського району, утвореного спочатку у складі Владимирського округу Івановської промислової області, а від 1944 року — Владимирської області.
Згідно із законом від 13 травня 2005 року входить до складу муніципального утворення Волосатовське сільське поселення.

## Населення
| 1859 | 1905 | 1926 | 2002 | 2010 |
| ---- | ---- | ---- | ---- | ---- |
| 379  | ↘323 | ↘317 | ↘14  | ↘9   |